# Asociația de Fotbal din Maldive
Asociația de Fotbal din Maldive este forul ce guvernează fotbalul în Maldive. Se ocupă de organizarea echipei naționale și a altor competiții de fotbal din stat. 